# Бадамбура
Бадам-бура (азерб. badambura, badam — миндаль, bura — пирожок), бадам пури — азербайджанская восточная сладость в виде песочного печенья, посыпанное сахарной пудрой, с начинкой из молотого миндаля, сахара и кардамона.